# Danaé
Danaé a görög mitológiában az argoszi Akrisziosz király és Eurüdiké leánya, Perszeusz anyja. Neve más írásmód szerint Danaë, eredete a görög Δανάη szó, melynek jelentése aszalt, elszárított.

## Története
Egy delphoi jóslat szerint Danaé gyermeke meg fogja ölni Akriszioszt, így az uralkodó a leányát egy ércszobába zárta el, ahol nem érhette el semmiféle udvarló. Azonban Zeusznak megtetszett Danaé, és a tetőn keresztül arany eső képében megtermékenyítette az argoszi királylányt. Miután megszületett Perszeusz, Akrisziosz éktelen haragra gerjedt, és leányát a csecsemővel együtt egy ládába záratta, és a tenger habjaiba vetette. A Szeriphosz szigetén szirének segítségével partot ért ládát az ottani király testvére, Diktüsz találta meg, és benne Danaét Perszeusszal. Gondjaiba fogadta őket, és a királyi udvarba vitette őket. Így ismerkedett meg Danaé Szeriphosz királyával, Polüdektésszel. A király beleszeretett Danaéba, ám az argoszi királylány elutasította szerelmét. Polüdektész bosszúból elküldte Perszeuszt, hogy ölje meg Meduszát, és úgy gondolta, hogy így a biztos halálba küldi a fiút. Ám ez nem így történt, mivel az istenek segítették az ifjút: Athnéné tükröt adott neki, Hermésszel kardot küldettek az istenek, és zsákkal is felszerelték, hogy bizonyítékképpen Medusza fejét haza tudja hozni. Miután Perszeusz sikerrel járt, és visszatért Szeriphoszra, megmutatta Polüdektésznek Medusza levágott fejét, ennek hatására az uralkodó kővé dermedt. A helyét a trónon Diktüsz foglalta el. A delphoi jóslat is beteljesedett, amikor Perszeusz véletlenül egy diszkosszal agyonütötte Akriszioszt.

## Ábrázolása a művészetben

Danaé és az arany eső
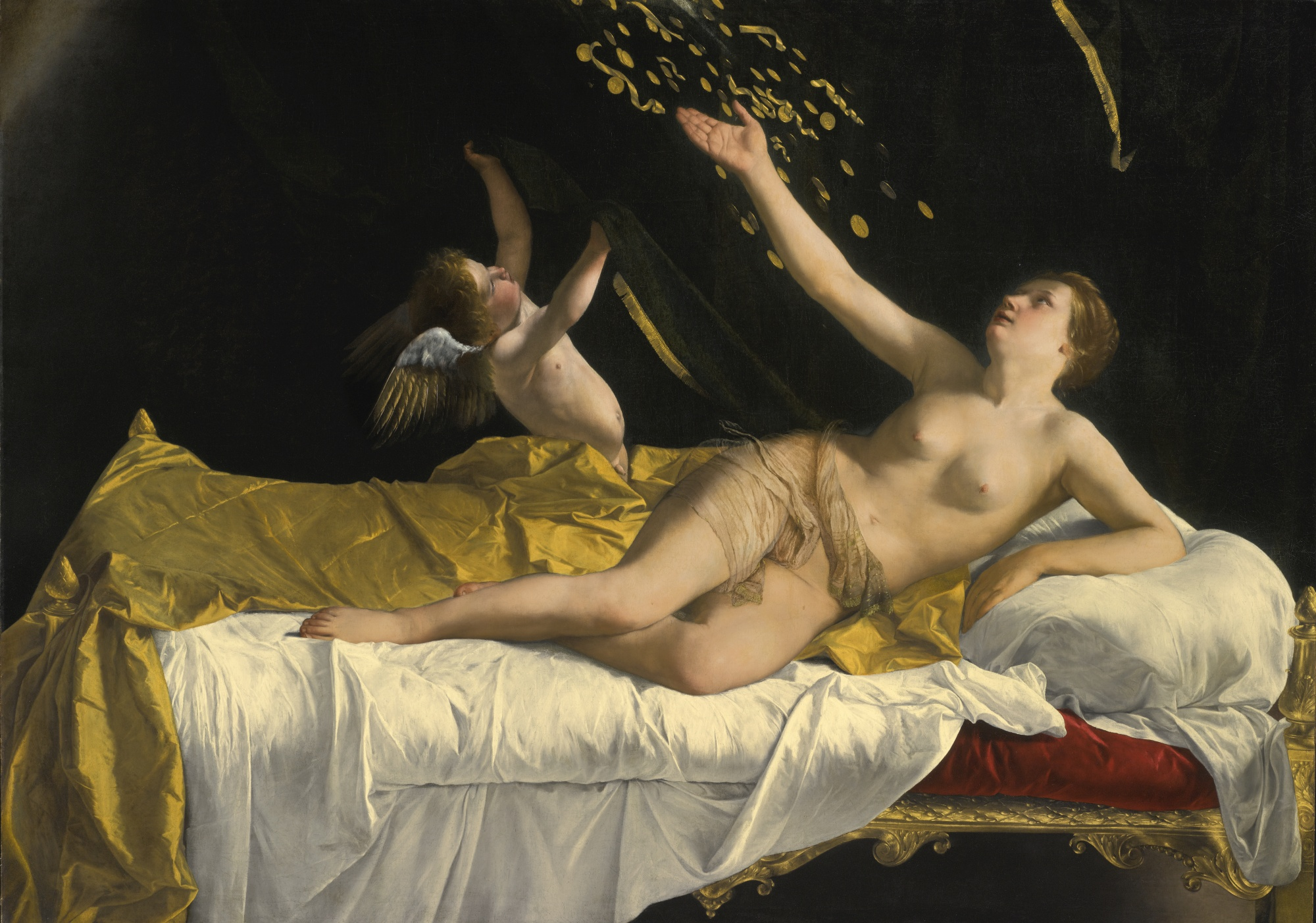
Orazio Gentileschi: Danaé és az arany eső Cleveland Művészeti múzeum, (Cleveland Museum of Art)
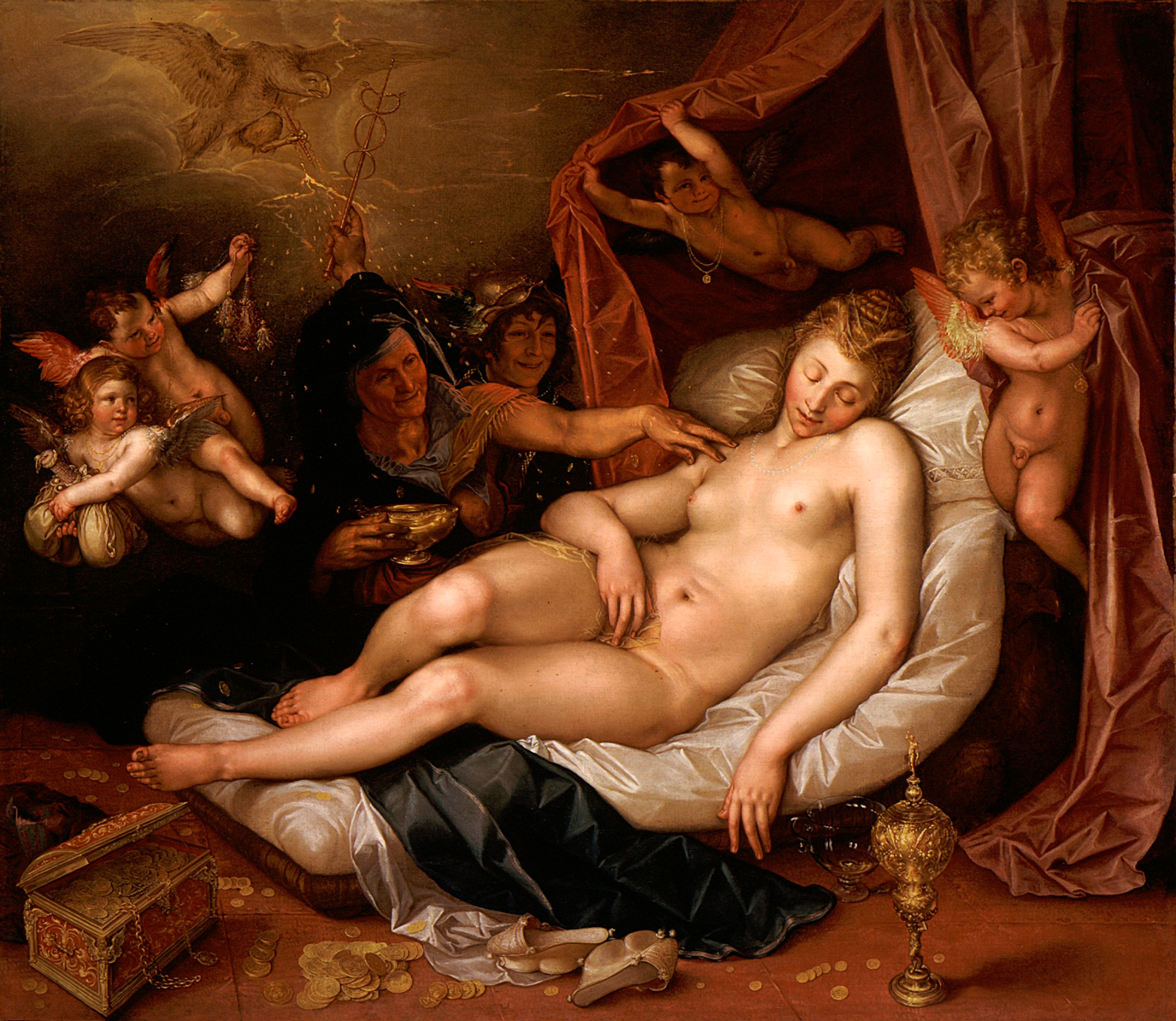
Hendrick Goltzius: Danaé
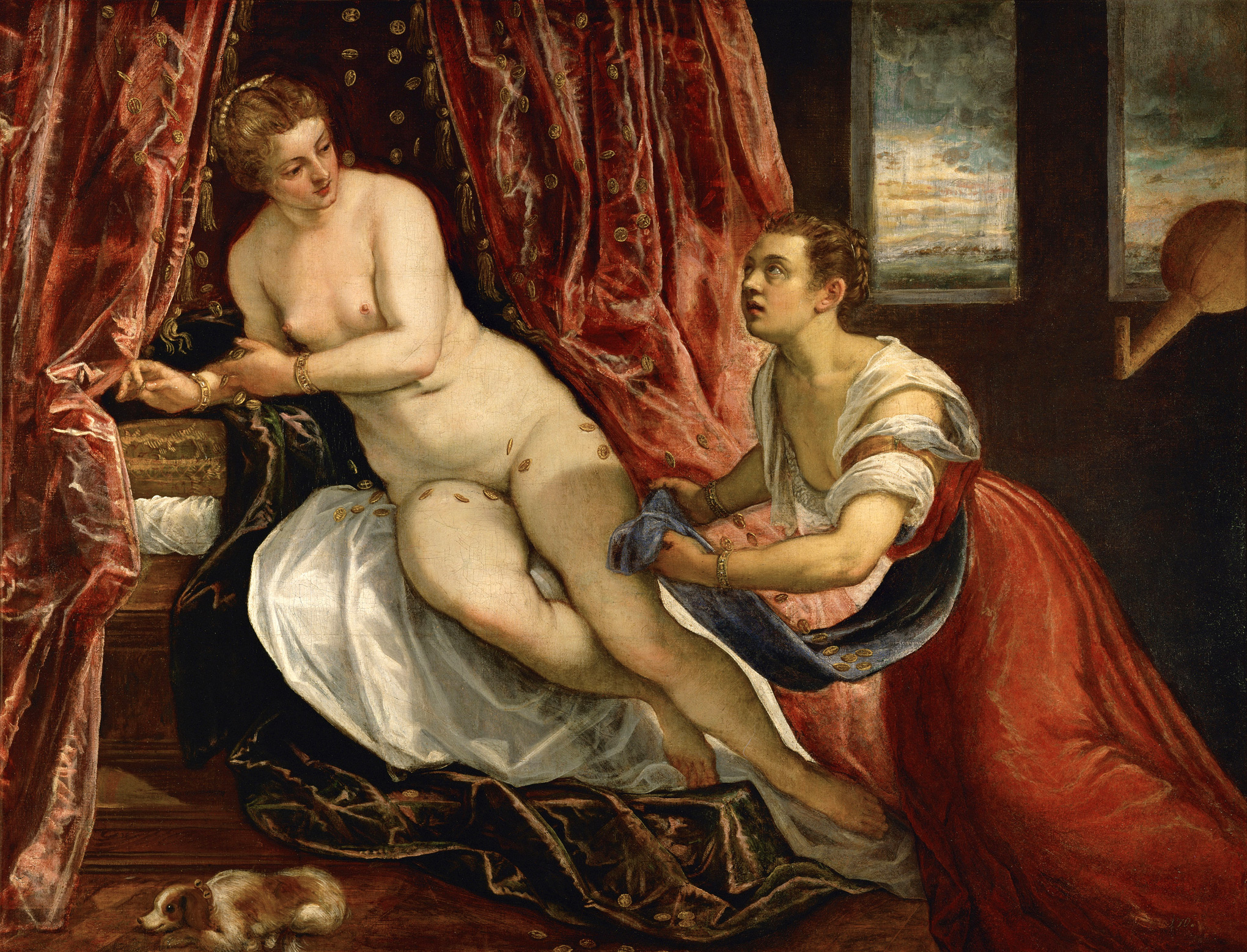
Jacopo Tintoretto: Danaé
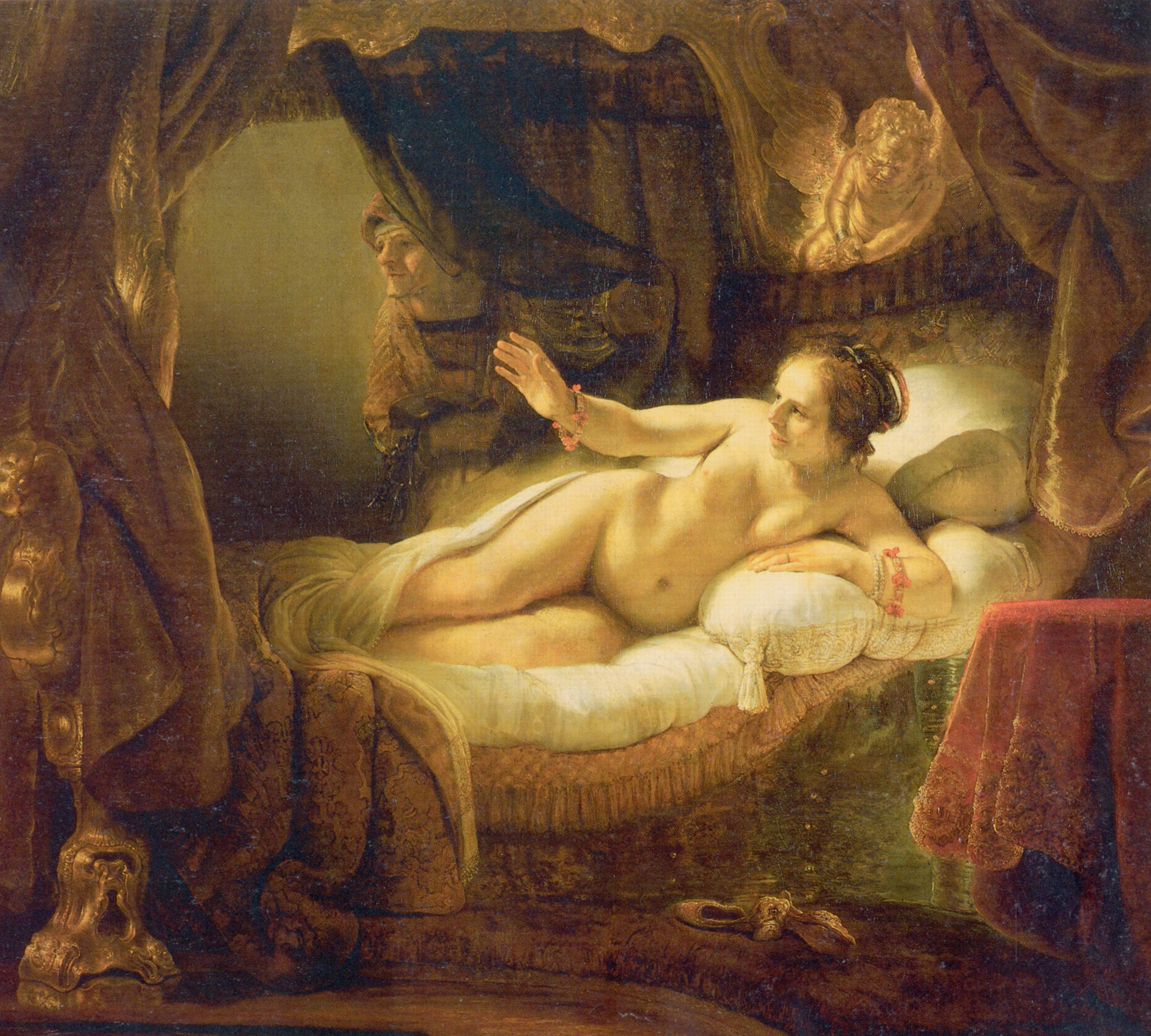
Rembrandt: Danaé (1636), Ermitázs
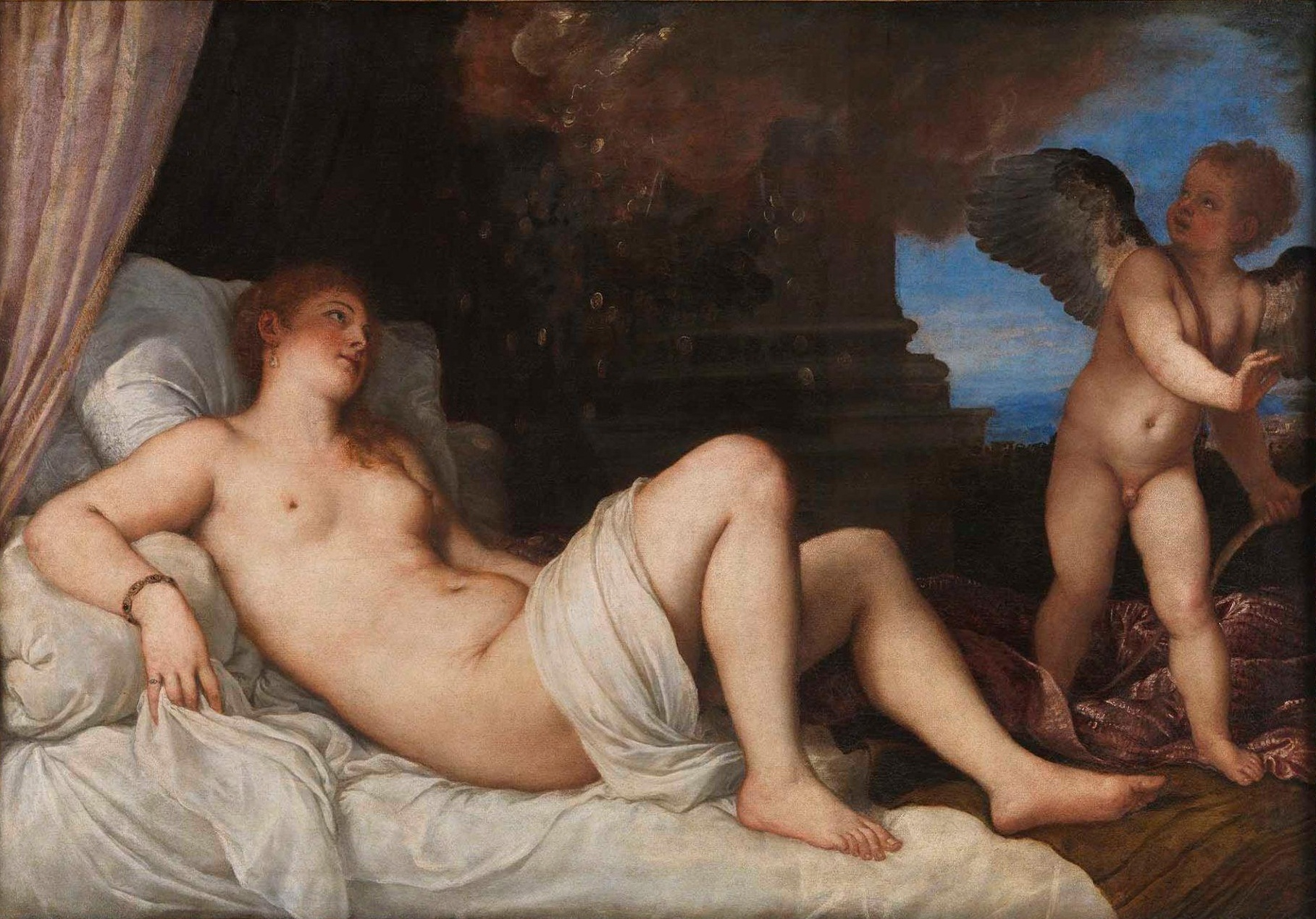
Tiziano Vecellio: Danaé (1544), Museo di Capodimonte, Nápoly
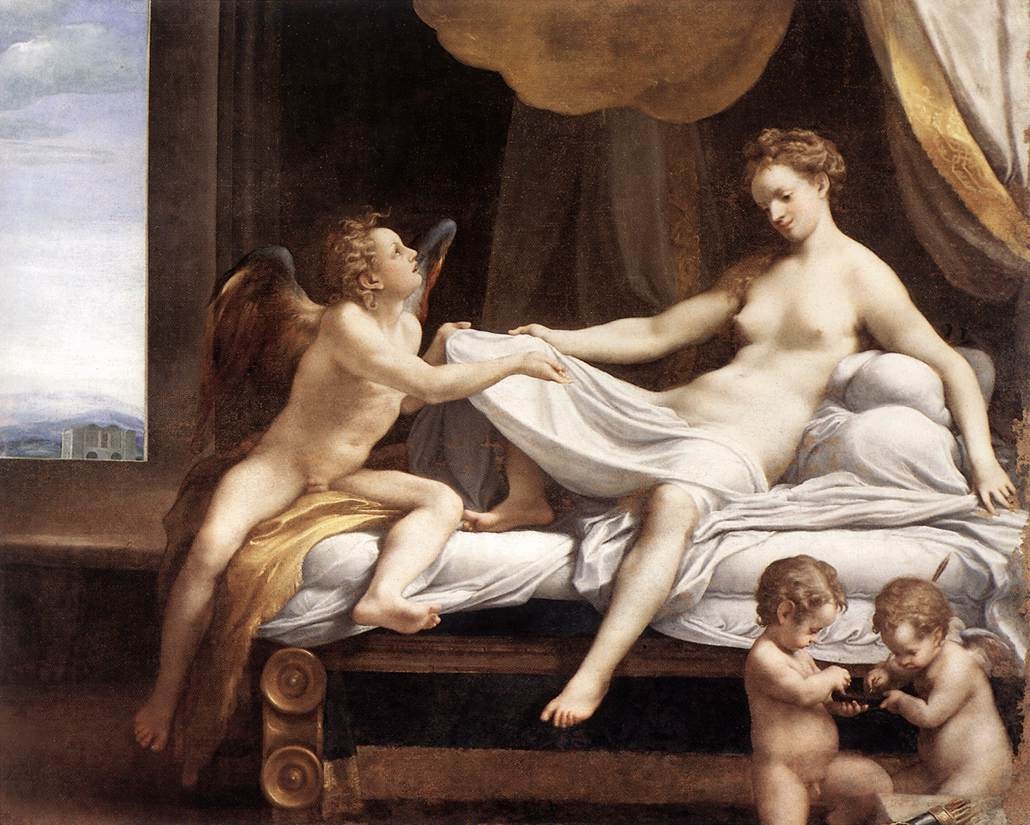
Antonio da Correggio: Danaé (1531–1532)
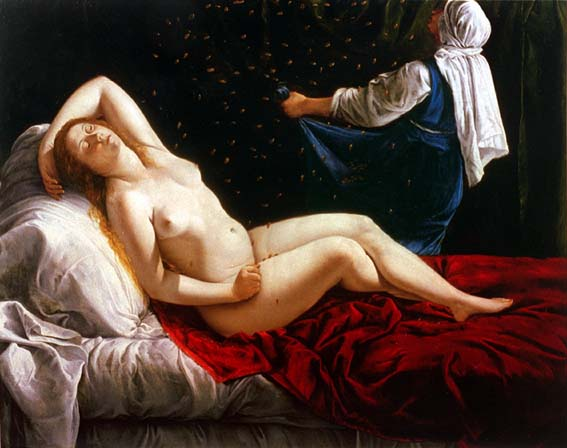
Artemisia Gentileschi: Danaé
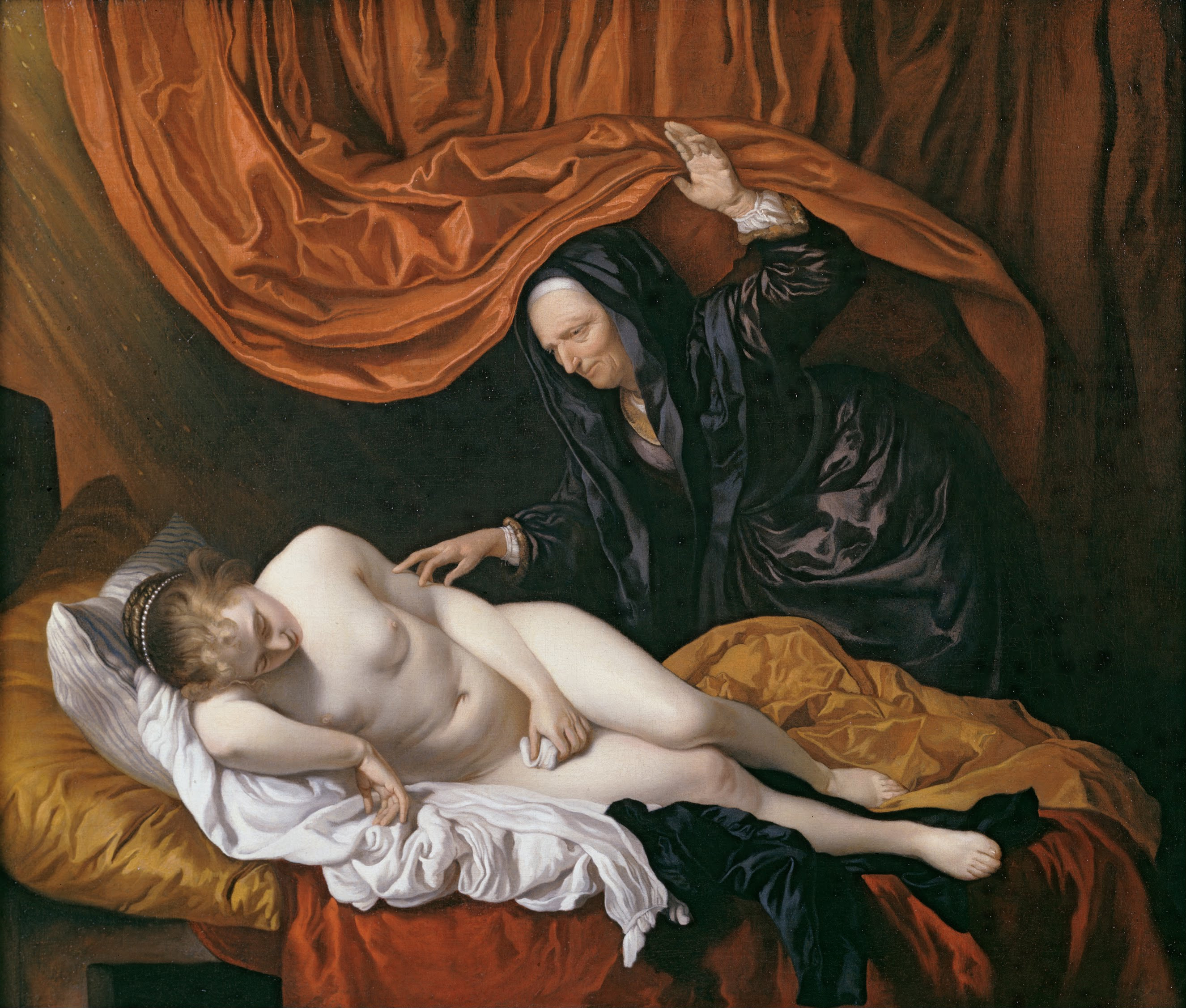
Jacob van Loo: Danaé
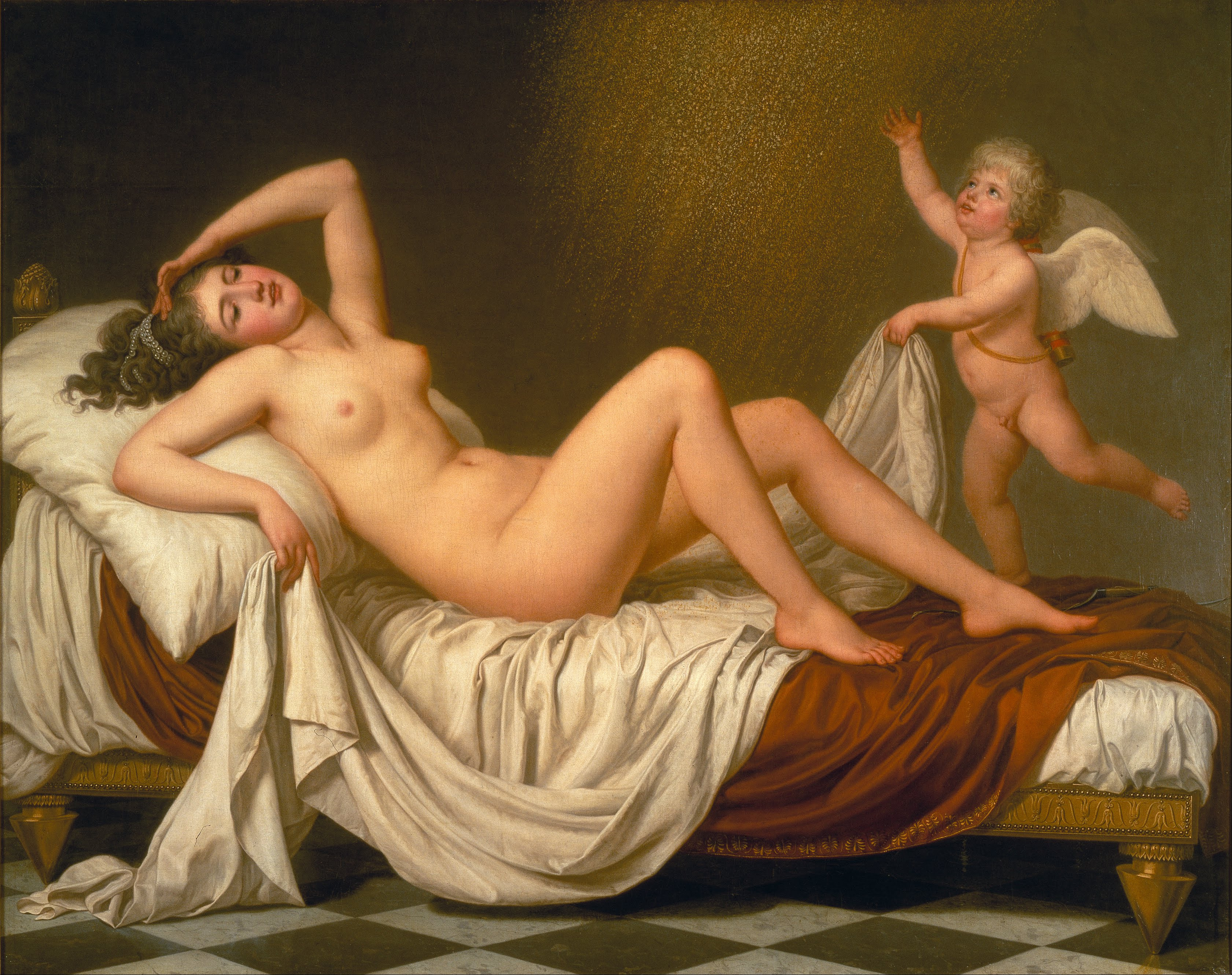
Adolf Ulrik Wertmüller: Danaé, (1787)